# Maritxu Bilbao Lapatza
Maritxu Bilbao Lapatza (Artea, 8 de octubre de 1924) fue pionera del montañismo vasco y de la escalada femenina vasca. Cofundadora del Ganguren Mendi Taldea, se trata de la primera mujer en escalar el Atxa Adarra (agosto 1955) y la primera mujer, junto a su compañera Angelita Olano, en culminar solas la travesía pirenaica desde Sallent de Gállego hasta Benasque (Huesca) ese mismo año 1955, por lo que la Federación Española de Montañismo le concedió la Medalla de Bronce al Mérito Deportivo en 1956.

## Biografía
María Bilbao Lapatza nació en la localidad vizcaína de Artea en 1924. Su padre era transportista y su madre cocinera. El matrimonio tuvo tres hijas y tres hijos, todos aficionados a la montaña. Desde pequeña subía con sus hermanos mayores al monte, también a la chabola de su tío José, pastor de profesión, y sentía por el Gorbea especial pasión. Tras el fallecimiento de su padre en un accidente, la familia se trasladó a Galdácano. En este municipio ejerció su madre como ayudante de cocina en la empresa ‘La Dinamita’, donde la propia Maritxu trabajó durante algún tiempo. En Galdácano vivió durante veinte años.

### Trayectoria profesional

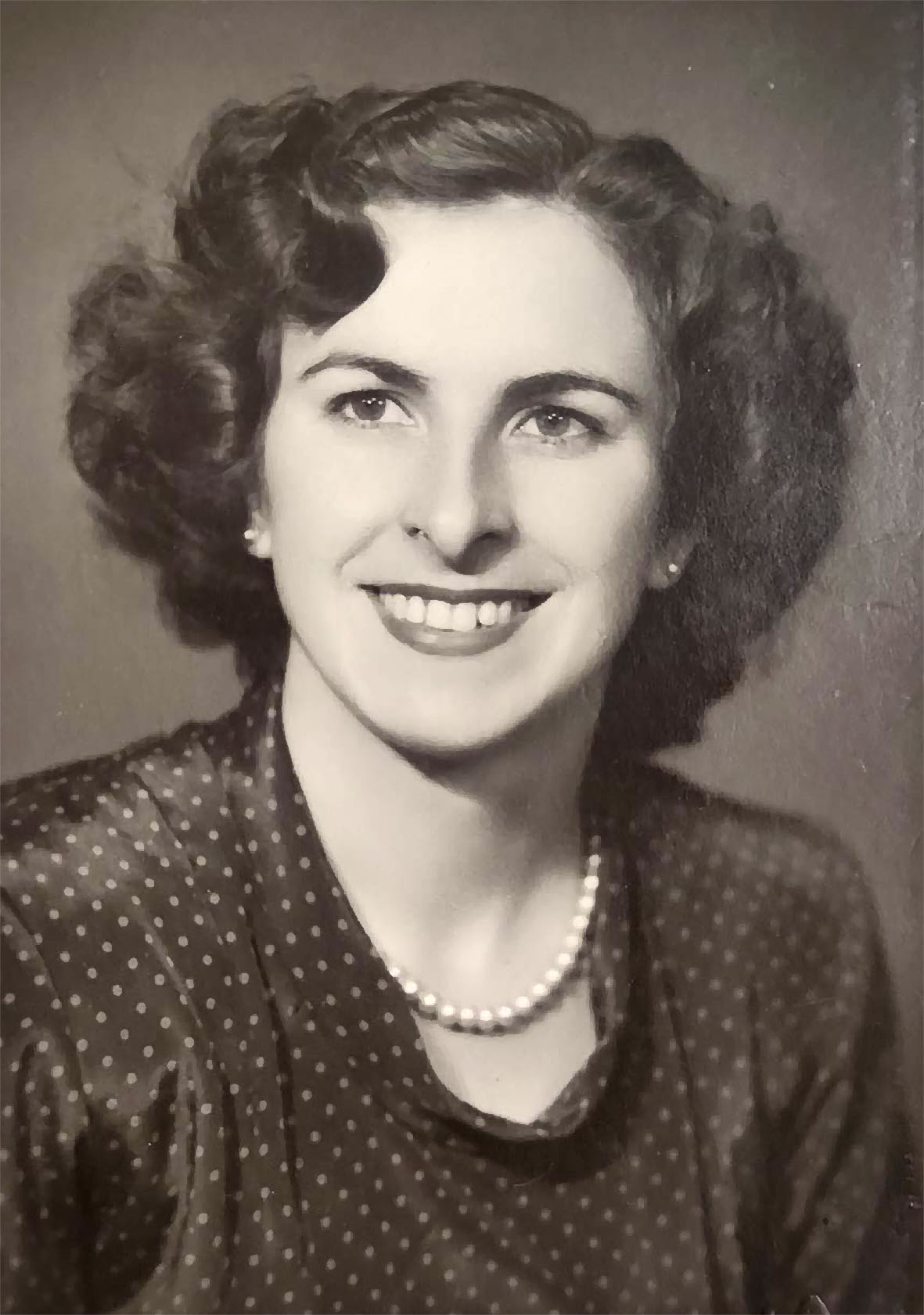
Retrato de Maritxu Bilbao

Dedicó su vida profesional a la costura, aunque siempre manifestó que le habría gustado ser cirujana. También era aficionada a la talla de madera, costumbre adquirida al manejar las herramientas de su padre. Destacó su fuerza física y mental, constancia y voluntad, no huía de los retos.Amiga de la montañera vasca Angelita Olano, se convirtieron en compañeras de rutas tras conocerse en una salida al monte. Cuando el papel de la mujer en la sociedad se circunscribía al hogar, rompieron estereotipos en el monte, por eso se las considera pioneras del montañismo femenino actual.

### Trayectoria montañera

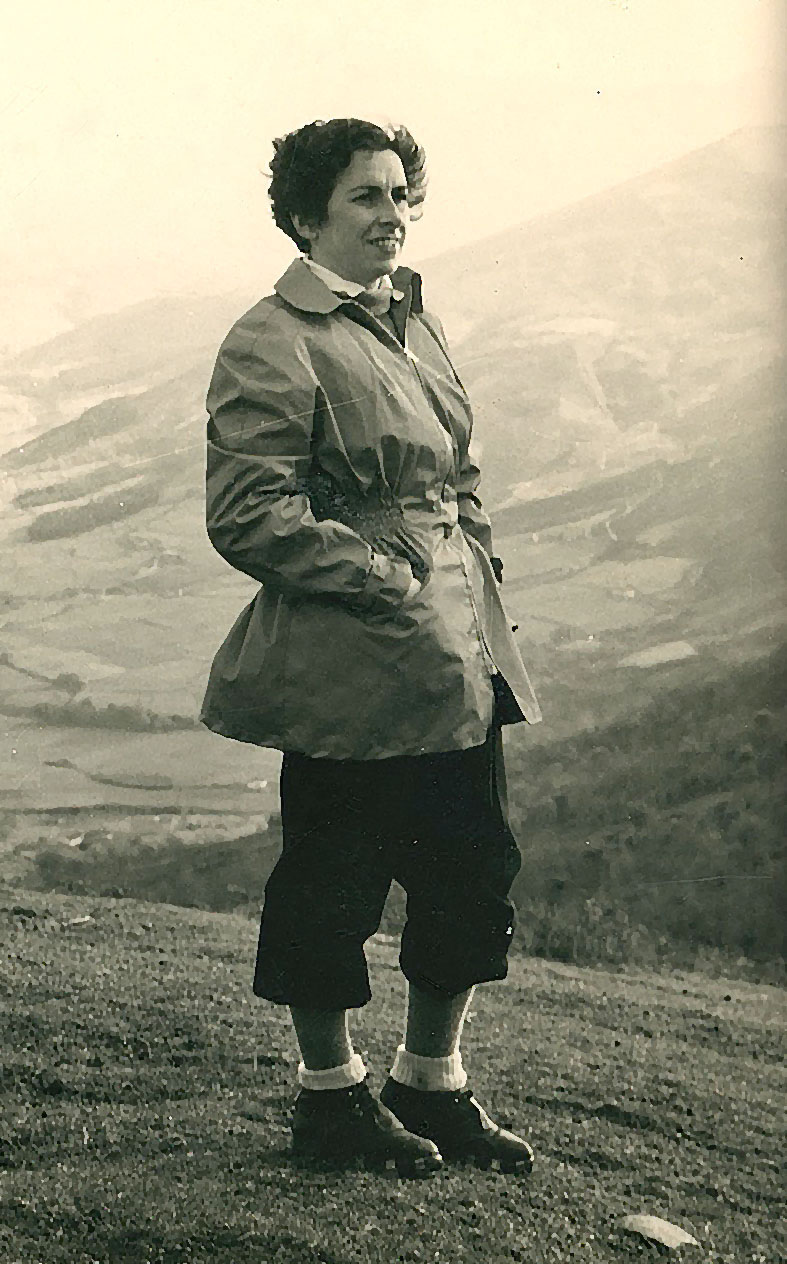
Maritxu Bilbao vestida con pantalones en la montaña

Fue socia fundadora del Club de Montaña Ganguren Mendi Taldea de Galdácano, creado el 6 de enero de 1945. En su primera redacción de estatutos, el artículo referente a los socios no incluía a las mujeres como socias de derecho, aunque sí en los aprobados y firmados por el presidente el 12 de enero de 1946. Días después, el 24 de ese mismo mes, entraban las once primeras socias: Maritxu Bilbao, María Zarate, Serapia Totorica, Juanita Agirre, Cruz Ibarretxebea, Miren Begoñe Altuna, Miren Ikerne Altuna, Julia Villar, Consuelo Martínez, Miren Kortajarena y Concha Ealo. Entre los miembros del club figuraban tres grupos de montañeros destacados por el prestigio de sus andanzas. Uno de ellos, ‘Las Golondrinas’, estaba formado por jóvenes y experimentadas montañeras como Maritxu Bilbao y su hermana Mertxe Bilbao, Angelita Belandia, Margari Yurrebaso, Consuelo Nieto, Cruz y Neli Ibarretxebea, Maritxu Arrizabalaga y Juanita Aguirre, que vestían boina azul almidonada con una golondrina bordada en blanco.
Pionera del alpinismo femenino, se dedicó tanto a las travesías como al esquí y a la escalada en una época en la que ascender cumbres de 2000 metros era alta montaña. En el caso de la última disciplina, completó el cursillo de Escalada Internacional y fue instructora de la ENAM Bizkaia. En julio de 1949, se convirtió en la primera mujer en escalar la Torre Urrestei, en Atxarte (Bizkaia). Recordó en una entrevista que «estando allí, un grupo de mirones estuvo vigilándonos sin decir palabra (…), daba la impresión de que las mujeres no teníamos derecho a estar en el monte».Junto a su compañero de escalada, Jesús Altuna, superó atxas y vías de Bizkaia y de Álava, como el Pico del Fraile (834 m.), el más rocoso y vertical alavés.
También fue la primera mujer en escalar el atxa Adarra (982 m), en Itxina, pináculo del origen de esta modalidad en su provincia natal. Lo consiguió el 12 de octubre de 1955, junto a Jesús Altuna e Ignacio Ealo, miembros del club Ganguren. Entre los muchos destinos conquistados como montañera y escaladora se encuentran Pirineos, la zona francesa de Lourdes, Picos de Europa con ascensiones a Peña Labra (2006 m.), Peña Vieja (2618 m.), Pico de la Viorna (1151 m.), Naranjo de Bulnes (2519 m.) y otros montes o la Sierra de Gredos castellana.
Durante su trayectoria nunca tuvo accidentes. Al casarse y con la llegada de la maternidad, dejó de hacer travesías largas, pero siguió subiendo al monte. El último ascenso al monte lo firmó en 2010, llegó hasta el refugio de Pombie, bajo la cumbre del Midi d'Ossau. Tenía 86 años.

#### La gesta pirenaica

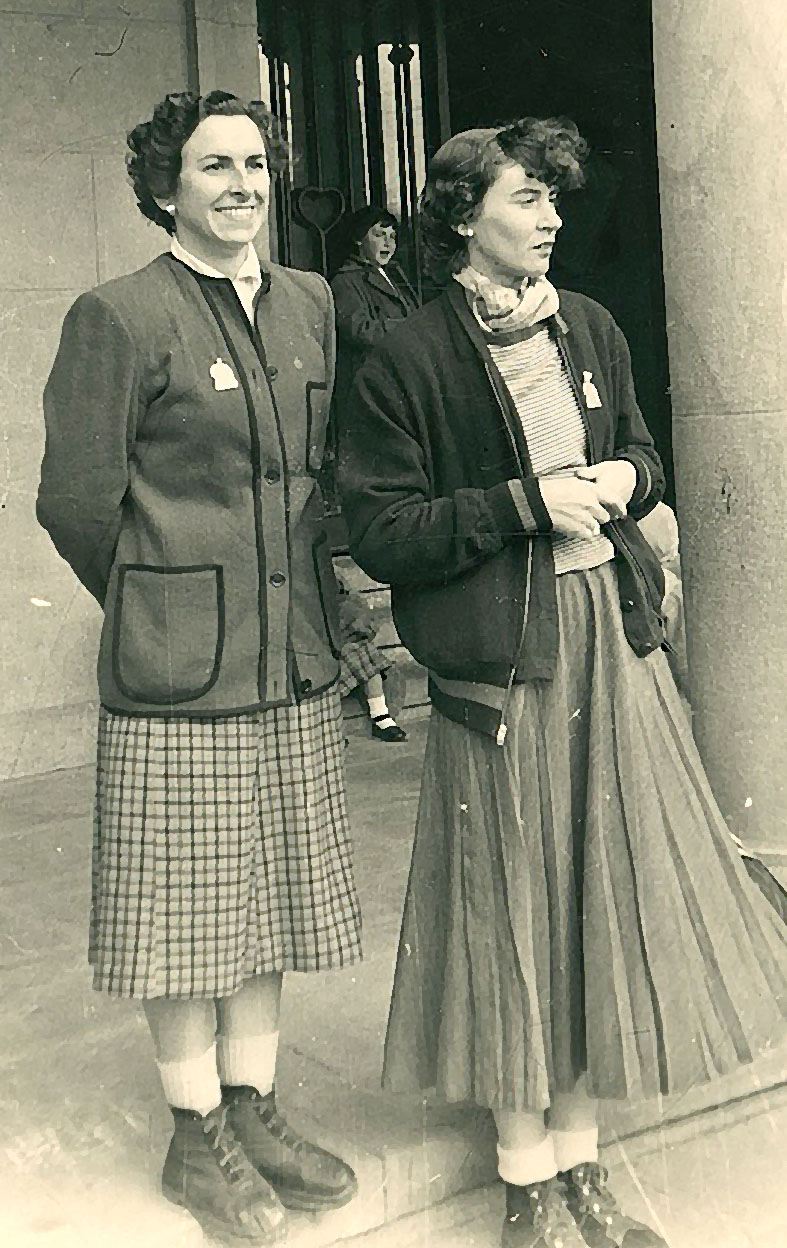
Maritxu Bilbao junto a Angelita Olano el día que recibieron la Medalla de bronce al Mérito Deportivo

El 17 de julio de 1955 a mediodía, Maritxu Bilbao y Angelita Olano emprendieron el camino de Piedrafita de Jaca. Tras superar el valle del río Aguas Limpias, vieron el circo de Piedrafita y se encaminaron hacia el refugio del Ibón de las Ranas al atardecer. Allí no había nadie, eran dos mujeres solas en medio del Pirineo, habían decidido partir sin compañía masculina para realizar una travesía pirenaica de once días.
Durante la mañana siguiente, la primera prueba fue el ascenso al macizo Balaitous (3144 m.). Aunque siempre habían escuchado que lo mejor era cruzar por la Brecha de Latour, encontraron una vía que, sin llegar a ese paso, conectaba sin dificultad con la cima. El descenso lo emprendieron rapelando sobre la brecha, para bajar por el itinerario habitual. La siguiente jornada se dirigieron hacia Wallon con el objetivo de ascender desde el collado al Pico Gran Facha (3005 m.), fronterizo entre España y Francia.
Pasaron de allí al Valle de Gaube por Pont D’Espagne y aguardaron en el refugio de Bayssellance a que las tormentas permitieran alcanzar la cima de Vignemale (3299 m.) por la mañana. En lo más alto de ese monte, que había sido ascendido por primera vez por otra mujer, la inglesa Anne Lister, encontraron a cinco montañeros franceses que al saber de dónde venían comenzaron a cantar 'Andre Madalen', aprendida durante una estancia en Irún. Cantaron y bailaron todos juntos antes de que Maritxu y Angelita emprendieran a solas el descenso hacia Gavarnie.
El itinerario de la jornada siguiente superó la barrera del Pico Marboré (3000 m) por la Brecha de Rolando, estrecho de 40 metros de ancho y 100 metros de altura situado a una altitud de 2804 metros en el macizo de Monte Perdido. Tras cruzarla, al acceder a Góriz (2200 m) les dieron las cinco de la tarde. Comenzaron el descenso hacia el Monte Perdido. La ruta la habían trazado ambas sobre mapas que les prestó su compañero del Ganguren, Andrés Regil. Obligaba a descender por el Valle de Pineta, enclavado en la comarca de Sobrarbe, de nuevo con mal tiempo. Siguiendo su instinto, siguieron la traza de una caída de agua.
Durante los días siguientes soportaron continuas tormentas de lluvia y granizo. La noche en Granjas de Viadós resultó especialmente complicada. Esquivando la borrasca, la jornada siguiente se dirigieron al collado de Gistain y descendieron al Valle de Estós. Desde allí continuarían su ruta a Benasque, tras once días de andadura y ocho cumbres de más de 3000 metros superadas.
Precisamente en Estós coincidieron con un alto directivo de la Federación Española de Montañismo que escuchó su gesta. Meses más tarde, recibirían la nota que informaba sobre la concesión de la Medalla de bronce al Mérito Deportivo por parte de la FEM. Recogieron el galardón el 22 de abril de 1956 en la plaza Elgueta, la denominada Mendizaleen Enparantza (Plaza de las Montañeras), convirtiéndose en las únicas mujeres acreedoras de esta distinción tras la escaladora catalana María Antonia Simó. La medalla les fue impuesta por Julián Delgado, presidente de la FEM.
En verano de ese mismo año 1956, regresaron al Pirineo para completar la travesía que se habían marcado y no pudieron acabar debido al mal tiempo atmosférico. Partieron el 19 de julio. Desde la localidad francesa de Luchon subieron al refugio de Espingo en el Valle de Larboust, valle glaciar, para acampar en la nieve al borde del Lac d´Oô. Los siguientes días ascendieron al Aneto (3404 m.) y al macizo Biciberri, en la comarca de Alta Ribagorza, y concluyeron su ruta en Puebla de Segur (Lérida).

#### La 'revolución' de los pantalones

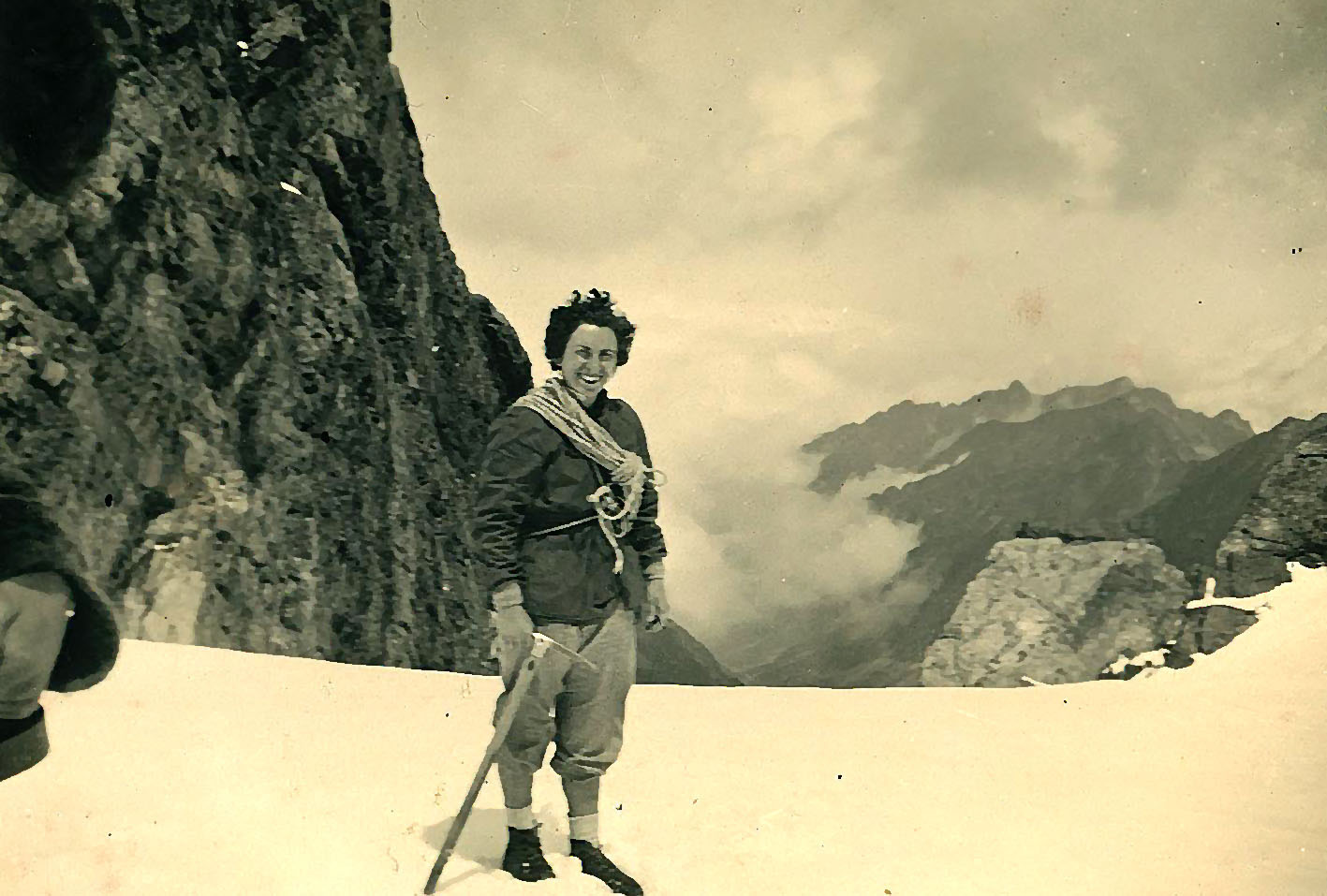
Maritxu Bilbao durante su gesta en Pirineos con la cuerda para escalar

En los años 40 y 50 del siglo XX, las mujeres subían al monte con falda o vestido, no estaba bien visto que llevaran pantalones. Maritxu Bilbao, modista de profesión, se hacía faldas-pantalón para que las ascensiones resultaran más cómodas pero, como otras compañeras, también usaba pantalones largos y cortos.
En los retratos de principios de siglo, las mujeres alpinistas europeas aparecían ya con pantalones, superados los prejuicios padecidos por las pioneras del siglo anterior. En España, el número de 1957 de la revista Teresa, publicada por la Sección Femenina, marcaba la línea a seguir para las mujeres deportistas españolas: No hay que tomar el deporte como pretexto para llevar trajes escandalosos. Podemos lucir nuestra habilidad deportiva, pero no que estas habilidades sirvan para que hagamos exhibiciones indecentes. Tampoco tenemos que tomar el deporte como pretexto para independizarnos de la familia, ni para ninguna libertad contraria a las buenas costumbres.
A finales de los años 40, el párroco de la iglesia de San Nicolás, en Bilbao, recriminó durante la misa a un grupo de mujeres esquiadoras vestir pantalones. El responsable de la excursión, Alberto Besga negoció con el entonces obispo de Bilbao, Casimiro Morcillo, quien sugirió que podían asistir al oficio con pantalones siempre y cuando fueran cubiertas por una gabardina. También fue señalada y expulsada de esa parroquia por llevar pantalón, junto a otras compañeras que acudían a la homilía antes de las salidas a esquiar, animadas por su fe católica. La censura se fijaba incluso en la longitud de los pantalones de los hombres: de ser cortos, debían llegar hasta las rodillas. Esta restricción se mantuvo hasta los años 60.

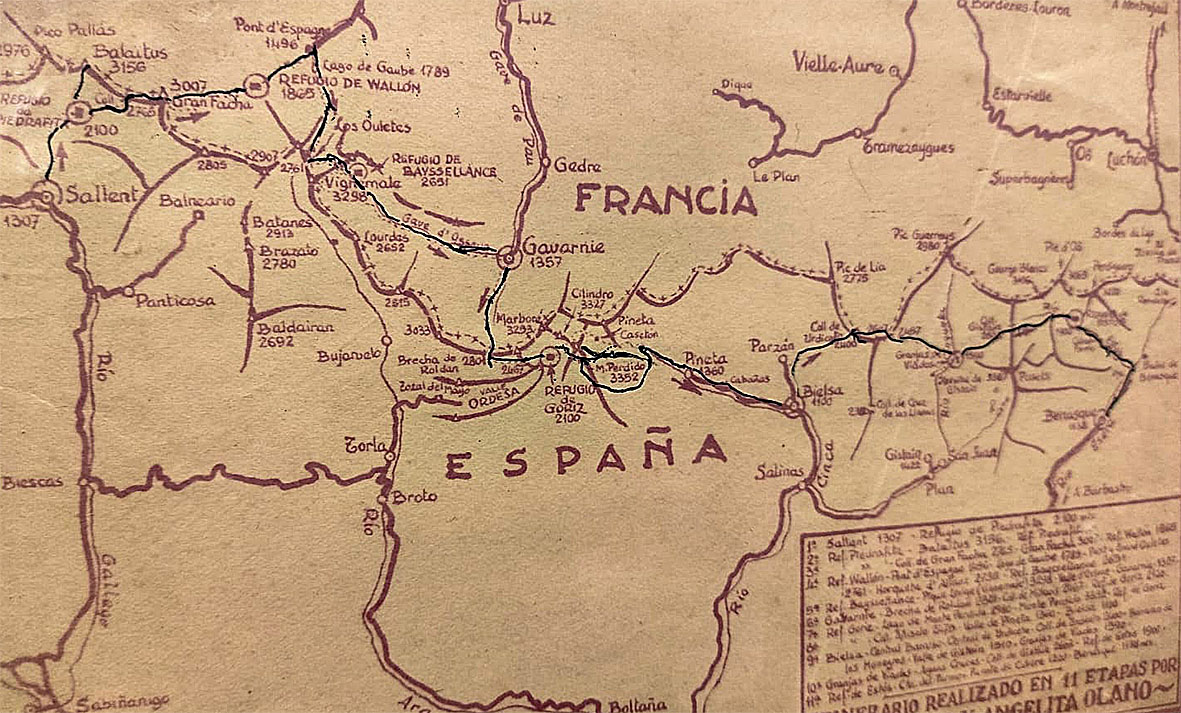
Recorrido de la gesta por Pirineos

## Vida personal
Conoció a su marido, Juan Goti, en los años 50 del pasado siglo XX, durante una salida al monte. El matrimonio se casó el 8 de octubre de 1960 y se trasladó a vivir a Bilbao. Ella decidió formalizar su unión oficialmente a los 36 años, «con pena», según aseguraba, presionada por el entorno que no veía con buenos ojos sus salidas a la montaña en compañía del novio.Ya casada, tuvo un hijo, Txomin, y dos hijas, Tere y Montse.

## Premios y reconocimientos
- Obtuvo numerosas medallas y copas que los clubes de montaña concedían tras culminar diversos objetivos (25.000 metros, 100 montes libres…). Algunas de esas medallas y objetos están custodiados por la Fundación EMMOA (Euskal Mendizaletasunaren Museoa).
- 1956 Medalla de bronce al Mérito Deportivo otorgada por la Federación Española de Montaña.
- 1987 En la Semana de la Montaña de Galdácano, el Ganguren Mendi Taldea le dedicó el 'Homenaje a las montañeras' junto a sus compañeras Concha Ealo y Charo Pertica.[13]
- 2006 Participó en la XIII Semana de Montaña BBK, en el Palacio Euskalduna de Bilbao.[14]
- TVE2 emitió un documental del periodista Ernesto Díaz sobre la gesta de Pirineos.[1]
- 2024-2024 Su figura fue una de las recordadas en la exposición itinerante ’Nos queremos en las cimas’, homenaje a montañistas, alpinistas y escaladoras pioneras que tuvo lugar en diversas localidades del País Vasco.[15][16]